# Toyota Innova
Toyota Innova — серія багатоцільових автомобілів (MPV), які виробляються японським автовиробником Toyota з 2004 року, в основному продаються з трирядними сидіннями. Його офіційна назва в Індонезії Toyota Kijang Innova, в той час, як в інших країнах він називається просто «Innova». Друге покоління відоме як Toyota Innova Crysta в Індії та Таїланді. Для третього покоління він отримав іншу назву в Індонезії як Toyota Kijang Innova Zenix та в Індії як Toyota Innova HyCross.
Innova є заміною універсалу Kijang (відомого як Toyota Utility Vehicle), який також продавався під різними назвами, такими як Tamaraw FX/Revo, Unser, Zace і Condor. Як і колишній Kijang, перші два покоління (2004–2022) Innova є задньопривідними автомобілями, побудованими на кузовному шасі, спільному з пікапом Hilux і позашляховиком Fortuner у рамках проєкту IMV, замість цільна конструкція, яка зазвичай використовувалася в MPV того часу. Шасі було прийнято через сприйману міцність і довговічність, яким віддають перевагу клієнти переважно в Індонезії. Модель третього покоління, представлена у 2022 році, перейшла на передньопривідну компоновку, використовуючи платформу GA-C з цільним шасі. Зміну було зроблено, щоб використовувати гібридну силову установку (яку не може використовувати платформа IMV) і забезпечити переваги комфорту передньопривідного компонування.
Виробництво Innova вперше було розпочато в Індонезії в серпні 2004 року та виготовлялося в інших країнах, що розвиваються, таких як Індія, Малайзія, Філіппіни, Тайвань і В’єтнам. Innova також продається в Брунеї, Камбоджі, М’янмі, Таїланді, країнах Перської затоки, Еквадорі, Єгипті, Ямайці та Аргентині.
Назва Innova походить від англійського слова «innovate».